# Сату Ноу (Ончешти)
Ново село (рум. Satu Nou) насеље је у Румунији у округу Бакау у општини Ончешти. Oпштина се налази на надморској висини од 208 m.

## Становништво
Према подацима из 2011. године у насељу је живело 168 становника.